# Arene bairdii
Arene bairdii är en snäckart som först beskrevs av Dall 1889.  Arene bairdii ingår i släktet Arene och familjen turbinsnäckor. Inga underarter finns listade i Catalogue of Life.